# Atotonilco de Tula
Atotonilco de Tula är en kommun i Mexiko.   Den ligger i delstaten Hidalgo, i den sydöstra delen av landet, 60 km norr om huvudstaden Mexico City. Arean är 31 kvadratkilometer.
Terrängen i Atotonilco de Tula är platt åt nordost, men åt sydväst är den kuperad.
Följande samhällen finns i Atotonilco de Tula:
- Progreso
- Ocampo
- Paseos de la Pradera
- Praderas del Potrero
- Zacamulpa
- Texas
- San Antonio
- El Pedregal
- San José Acoculco
- Batha
- Coayuca
- Santa Cruz del Tezontle